# Chalcionellus hauseri
Chalcionellus hauseri är en skalbaggsart som först beskrevs av Schmidt in Hauser 1894.  Chalcionellus hauseri ingår i släktet Chalcionellus och familjen stumpbaggar. Inga underarter finns listade i Catalogue of Life.